# 미디어캐슬
미디어캐슬은 2005년에 설립된 대한민국의 영화 수입사이다.

## 수입 작품
- 《분노》 (2016)
- 《신 고질라》 (2016)
- 《너의 이름은.》 (2016)
- 《피아노의 숲》 (2007)
- 《엘라의 모험》 (2007)
- 《고 녀석 맛나겠다》 (2010)
- 《은혼》 (2017)
- 《도쿄 구울》 (2017)
- 《3월의 라이온》 (2017)
- 《간츠: 오》 (2016)
- 《너의 췌장을 먹고 싶어》 (2017)
- 《너의 췌장을 먹고 싶어》 (2018)
- 《쏘아올린 불꽃, 밑에서 볼까? 옆에서 볼까?》 (2017)
- 《밤은 짧아 걸어 아가씨야》 (2017)
- 《새벽을 알리는 루의 노래》 (2017)
- 《죽은 자의 제국》 (2015)
- 《세기말 하모니》 (2017)
- 《학살기관》 (2017)
- 《팝핀Q》 (2018)
- 《펭귄 하이웨이》 (2018)
- 《이별의 아침에 약속의 꽃을 장식하자》 (2018)
- 《빙과》 (2017)
- 《옷코는 초등학생 사장님!》 (2018)
- 《안녕, 티라노: 영원히, 함께》 (2019)
- 《날씨의 아이》 (2019)
- 《히비키 -HIBIKI-》 (2018)
- 《온다》 (2018)
- 《너와 파도를 탈 수 있다면》 (2019)
- 《집에 돌아오면, 언제나 아내가 죽은 척을 하고 있다》 (2018)
- 《라스트 레터》 (2020)
- 《스즈메의 문단속》 (2023)